# Miss Československo
Miss Československo (Nederlands: Miss Tsjecho-Slowakije) was de nationale missverkiezing van het voormalige Oost-Europese land Tsjecho-Slowakije.

## Geschiedenis
De verkiezing bestond reeds voor 1930 en werd gehouden tot 1993, hoewel er soms jarenlange onderbrekingen waren. Van 1967 tot 1970
namen de winnaressen van Miss Tsjecho-Slowakije deel aan de internationale missverkiezingen Miss Europa en Miss Universe. In het laatste jaar
van de verkiezing heette deze Miss České a Slovenské Republiky (Nederlands: Miss Tsjechische en Slowaakse Republiek). Dit nadat het land
op 1 januari 1993 was opgedeeld in de huidige landen Tsjechië en Slowakije. Hierna hielden beide nieuwe landen hun eigen verkiezingen:
Miss České Republiky en Miss Slovakia.

## Winnaressen
| Jaar      | Winnares            |
| --------- | ------------------- |
| 1993      | Silvia Lakatošová   |
| 1992      | Pavlína Baburková   |
| 1991      | Michaela Maláčová   |
| 1990      | Renata Gorecká      |
| 1989      | Ivana Christová     |
| 1971-1988 |                     |
| 1970      | Miroslava Jančíková |
| 1969      | ?                   |
| 1968      | Jarmila Teplanová   |
| 1967      | Alžběta Štrkulová   |
| 1966      | Dagmar Silvínová    |
| 1939-1965 |                     |
| 1938      | ?                   |
| 1937      | ?                   |
| 1936      | ?                   |
| 1935      | Trude Böhm          |
| 1934      | ?                   |
| 1933      | Milada Dostolová    |
| < 1933    | ?                   |